# Прогресс М-60
Прогресс М-60 — транспортный грузовой космический корабль (ТГК) серии «Прогресс», запущен к Международной космической станции. 25-й российский корабль снабжения МКС. Серийный номер 360.

## Цель полёта
Доставка на борт МКС топлива, продуктов, воды и других расходуемых материалов, необходимых для эксплуатации станции в пилотируемом режиме.

## Хроника полёта
- 12.05.2007, в 06:25:38 (MSK), (03:25:38 UTC) — запуск с космодрома Байконур;
- 15.05.2007, в 08:09:57 (MSK), (05:09:57 UTC) — осуществлена стыковка с МКС к стыковочному узлу на агрегатном отсеке служебного модуля «Звезда». Процесс сближения и стыковки проводился в автоматическом режиме;
- 19.09.2007, в 03:36:51 (MSK), (00:36:51 UTC) — ТГК отстыковался от орбитальной станции и отправился в автономный полёт.

## Научная работа
Пять суток космический грузовик находился в автономном полёте, в ходе которого выполнил серию технических экспериментов Плазма-Прогресс по исследованию пространственно-временных зависимостей плотности плазменного окружения космического аппарата, возникающего при работе на его борту жидкостных ракетных двигателей. В качестве наземных средств радионаблюдения использовался радар некогерентного рассеяния Института солнечно-земной физики Сибирского отделения Российской академии наук (г. Иркутск). Эксперимент Плазма-Прогресс, постановщиком которого является ЦНИИ машиностроения (г. Королёв) проводится в первый раз.